# 황재성
황재성(黃再性, 1944년 ~ )은 서울 태생으로 1962년 공인회계사 시험에 합격했으며, 국세청 조사국장, 경인지방국세청장, 서울지방국세청장, 재정경제부 국세심판원 심판관을 지낸 대한민국의 공무원이다. 현재 김앤장 법률사무소의 상임고문이며, 삼성전자 이사회의 사외이사이다.

## 약력
- 1967년 공인회계사, 세무사 시험합격
- 1973년 재무부 이재국, 보험국 사무관
- 1982년 전라남도 나주세무서장
- 1983년 서울 서부. 마포세무서장
- 1988년 국세청 조사과장
- 1992년 서울지방국세청 조사국장
- 1995년 국세청 조사국장
- 1996년 경인지방국세청장 (현 중부지방국세청장)
- 1998년 서울지방국세청장
- 1999년 국세심판원 비상임 심판관
- 1999년-현 김앤장 법률사무소 상임고문
- 2000년-현 삼성전자 사외이사

## 에피소드

### 국세청에 부는 세대교체 바람
...특히 조사기획을 담당하는 국세청 조사국과 법인 등 일반조사를 담당하는 조사 1국, 특별조사를 담당하는 조사 2국 등이 물갈이 대상에 오르고 있다.  기업에 대한 특별세무조사를 1곳만 실시해도 정치권에서 2~3건의 청탁과 기업에서 거액의 자금제공 유혹이 뒤따르는 것이 관행처럼 돼 있다.  지난 95년 황재성 당시 국세청 본청 조사국장이 한화그룹 김승연 회장에 대한 조사를 진행 중일 때 ‘(김승연) 회장님’이라는 호칭을 한번이라도 썼으면 회사 관계자가 바로 1억원을 건네주려 했다는 일화는 지금도 회자되고 있다.  최근 서울청 조사 1국 박 모 사무관과 조사 2국 강 모 사무관이 사직한 것도 이런 유혹을 거절하지 못했기 때문이다.